# Karuiuma
Karuiuma är ett vattendrag i Burundi.   Det ligger i provinsen Gitega, i den centrala delen av landet, 60 kilometer öster om huvudstaden Bujumbura.
Omgivningarna runt Karuiuma är en mosaik av jordbruksmark och naturlig växtlighet. Runt Karuiuma är det tätbefolkat, med 369 invånare per kvadratkilometer.